# Hilde Synnøve Lid
Hilde Synnøve Lid (née le 18 mars 1971 à Voss) est une skieuse acrobatique norvégienne, spécialisée dans la discipline du saut acrobatique. 

## Palmarès

### Jeux olympiques d'hiver
- Jeux olympiques de 1994 à Lillehammer (Norvège) :
  -  Médaille de bronze en saut acrobatique
- Jeux olympiques de 1992 à Albertville (France) :
  -  Médaille de bronze en saut acrobatique (démonstration)

### Championnats du monde de ski acrobatique
- Championnats du monde de ski acrobatique de 1999 à Hasliberg (Suisse) :
  -  Médaille d'argent en saut acrobatique.

### Coupe du monde de ski acrobatique
- 17 podiums dont 2 victoires en Coupe du monde de ski acrobatique